# Hellmuth Dost
Hellmuth Dost (* 29. November 1914 in Dresden; † 21. Januar 1971 in Bergen auf Rügen) war ein deutscher Naturschützer und Verfasser von vogelkundlichen Schriften.

## Leben
Hellmuth Dost, gelernter Feinmechaniker, war ab 1935 Mitarbeiter am Museum für Tierkunde Dresden und bei der Vogelberingung tätig. Er wurde 1949 zum Kreisbeauftragten für Naturschutz im Kreis Rügen ernannt. Dost befasste sich neben seinem Aufgabengebiet, dem Natur- und Landschaftsschutz, auch mit der Landeskultur und der Denkmalpflege sowie vor allem mit der ornithologischen Heimatforschung. Er bemühte sich um die Förderung der Seevogelschutzgebiete an der Ostseeküste.

## Schriften (Auswahl)
Hellmuth Dost verfasste Schriften und Bücher zu Natur- und Landschaft der Insel Rügen sowie zur Züchtung und Haltung von Vögeln.
- Handbuch der Vogelpflege und -züchtung - Die mitteleuropäischen Singvögel; Urania Verlag, Leipzig/Jena 1954, VLN 475/39/54
- Rügen - die grüne Insel und ihre Naturschutzgebiete; Ziemsen, Wittenberg 1958
- Der gelbe Sänger; Urania Verlag, Leipzig/Jena/Berlin 1961, VLN 212-475/2061
- Fremdländische Stubenvögel; Urania Verlag, Leipzig/Jena/Berlin 1969, VLN 212-475/36/69
- Die Vögel der Insel Rügen: ein Beitrag zur Kenntnis der Vogelwelt Mecklenburgs; Ziemsen, Wittenberg 1959
- Sprechkünstler Wellensittich. Seine Pflege, Abrichtung und Zucht. Urania Verlag, Leipzig/Jena/Berlin 1962, VLN 212-475/22/62
- Sittiche und andere Papageien. Urania Verlag, Leipzig/Jena/Berlin 1968, VLN 212-475/22/68
- Einheimische Stubenvögel. Ulmer Verlag, 1969.
- Prachtfinken. Urania Verlag, Leipzig/Jena/Berlin 1964, VLN 212-475/29/64
- Schwäne, Gänse und Enten; Urania Verlag, Leipzig/Jena/Berlin 1972, VLN 212-475/52/72